# Klaus-Jürgen Bremm
Klaus-Jürgen Bremm, född 30 maj 1958 i Duisburg, är en tysk militärhistoriker, författare och reservofficer (överstelöjtnant i pansartrupperna). Bremm har författat ett tiotal böcker om framförallt tysk militärhistoria från 1700-talet fram till andra världskriget. År 2003 disputerade han vid Potsdams universitet på en avhandling om Preussens militära logistik från 1830- till 1860-talet.

## Verk på svenska
- Fransk-tyska kriget 1870–71 (översättning: Urban Lindström), Lopinita, Stockholm 2021.

## Verk (urval)
- Im Schatten des Desasters. Zwölf Entscheidungsschlachten in der Geschichte Europas. Books on Demand, Norderstedt 2003, ISBN 3-8334-0458-2.
- Von der Chaussee zur Schiene. Militärstrategie und Eisenbahnen in Preußen von 1833 bis zum Feldzug von 1866 (= Militärgeschichtliche Studien. Bd. 40). Oldenbourg, München 2005, ISBN 3-486-57590-2.
- Tillsammans med Hans-Hubertus Mack, Martin Rink: Entschieden für Frieden. 50 Jahre Bundeswehr. 1955 bis 2005. På uppdrag av Militärgeschichtliches Forschungsamt, Rombach, Freiburg im Breisgau 2005, ISBN 3-7930-9438-3.
- Armeen unter Dampf. Die Eisenbahnen in der europäischen Kriegsgeschichte 1871–1918. DGEG Medien, Hövelhof 2013, ISBN 978-3-937189-75-8.
- Propaganda im Ersten Weltkrieg. Theiss, Stuttgart 2013, ISBN 978-3-8062-2754-3.
- Das Zeitalter der Industrialisierung. Theiss, Darmstadt 2014, ISBN 978-3-8062-2715-4.
- Die Schlacht. Waterloo 1815. Theiss, Darmstadt 2015, ISBN 978-3-8062-3041-3.
- 1866. Bismarcks Krieg gegen die Habsburger. Theiss, Darmstadt 2016, ISBN 978-3-8062-3287-5.
- Preußen bewegt die Welt. Der Siebenjährige Krieg. Theiss, Darmstadt 2017, ISBN 978-3-8062-3577-7.
- Die Waffen-SS. Hitlers überschätzte Prätorianer. Theiss, Darmstadt 2018, ISBN 978-3-8062-3793-1.
- 70/71. Preußens Triumph über Frankreich und die Folgen. WBG/Theiss, Darmstadt 2019, ISBN 978-3-8062-4019-1.
- Kunersdorf 1759. Vom militärischen Desaster zum moralischen Triumph. Ferdinand Schöningh, Paderborn 2021, ISBN 978-3-5067-0703-1.
- Die Türken vor Wien. Zwei Weltmächte im Ringen um Europa. WBG/Theiss, Darmstadt 2021. ISBN 978-3-8062-4132-7